# 死亡擱淺
《死亡擱淺》是一款由小岛工作室開發，索尼互動娛樂發行的開放世界動作冒險遊戲。本作是著名遊戲制作人小島秀夫自科樂美獨立之後發表的首部遊戲作品，遊戲以“連結”為主題，玩家需要在已经荒蕪的美国（遊戲中的全名為「美利堅聯眾國」，簡稱新美國）大陆上，透過運送各种重要的货物来使美国各地重新相连，建立起新的美国。遊戲主要角色由演員諾曼·李杜斯、邁茲·米克森、蕾雅·瑟杜、瑪格麗特·庫利、吉勒摩·戴托羅、尼可拉·溫丁·黑芬、湯米·厄爾·詹金斯、特羅伊·貝克、琳賽·華格納等人參與演出。遊戲最初于2016年E3遊戲展上公布，於2019年11月8日在PlayStation 4平台率先發售；2020年7月14日在Windows的Steam與Epic遊戲商城平台发售。游戏的导演剪辑版于2021年9月24日在PlayStation 5平台发售，2022年3月30日在Windows平台发售。2024年1月31日登陆MacOS；2024年11月7日登陸Xbox Series X/S及Amazon Luna。

## 遊戲玩法
玩家將扮演「送貨員」山姆‧波特‧布橋斯（諾曼·李杜斯飾演），在這個被「死亡擱淺」影響而撕裂的世界，玩家將從新美國東岸的「主結市」出發一路向西岸前進，在路上除了運送物資給各個據點，還要讓各地連上「開若爾網路」以便聯繫及取得周遭的資訊。
在設計上，遊戲中採用第三人稱畫面觀點。在運送過程中玩家主要會遭遇到幾種敵人的阻礙；「謬爾驢人」（Mule）是前送貨員，對貨物十分執著，帶着貨物的玩家在接近其據點時，就會出現搶奪玩家的貨物。「恐怖分子」（Terrorist）則是反新美國的敵對武裝集團，與謬爾驢人同樣在各地設下據點，但他們配備了殺傷性武器，且目的並非貨物而是企圖殺死山姆，因此玩家即使身上未攜帶貨物，仍會被其發現並遇襲。另一種敵人被稱呼為「BT」（Beached Thing，意為「擱淺體」），BT只會在降下「時間雨」（Time Fall）時出現，且沒有實體，在遊戲的世界觀中，生物（包括人類與動物）死後48小時內如未能妥善焚化處理，遺體將會變成BT，最嚴重的情況下甚至會引發「虛爆」（Voidout），威力足以毀滅整個城市。在遊戲過程中，玩家需要使用特殊武器才能對BT造成傷害。

## 登場角色
| 角色                                                               | 動態捕捉/ 英文配音                  | 日文配音   | 介紹 |
| ------------------------------------------------------------------ | ----------------------------------- | ---------- | --- |
| Sam Porter Bridges 山姆·波特·布橋斯                                | 諾曼·李杜斯                         | 津田健次郎 | 遊走於美國荒野的傳奇送貨員。患有接觸恐懼症，很害怕與他人有身體接觸。擁有DOOMS的體質，但只有能感覺到BT存在的程度，他的血液及尿液也能驅除BT，亦擁有能從死亡世界回歸現世的「回歸者」能力。 已婚，但因妻子露西自殺（還波及當時已懷胎尚未出世的女兒路易絲）且遺體未及處理而發生虛爆事件，此事除了使山姆遭到指控涉嫌發動恐攻，並在種種傷痛與世人的抨擊之下，造成他的性格變得憤世嫉俗，並引咎退出布橋斯多年。山姆認為美國已經亡國，再做什麼都無辦法挽回人類即將滅絕的局面。但他在逼不得已之下，接受罹患末期癌症離世的養母兼新美國首任總統布莉姬·斯特蘭的委託，實現重建美國的理想，將開若爾網路連結整個美國國土以拯救人類，亦要前往西岸尋找亞美利的下落。 在故事最後成功阻止滅絕發生，也找回了自己的身世。   |
| Clifford "Cliff" Unger 克里夫·昂格                                 | 邁茲·米克森                         | 山路和弘   | 當山姆與BB連結時，不時出現於記憶畫面中的男子，實際上是山姆的父親。也是參與科索沃戰爭、阿富汗戰爭和伊拉克戰事的優秀軍人，戰功彪炳，軍階為上尉。妻子因曼哈頓虛爆而成為植物人，與嬰兒山姆一起移至他處進行治療，後得知美國政府的計劃，試圖救出兒子山姆，過程中被時任新美國總統布莉姬槍殺致死。 死後其靈體一直在不同的冥灘徘徊，最終得以和兒子山姆相認。 |
| Fragile 翡若捷                                                     | 蕾雅·瑟杜                           | 水樹奈奈   | 布橋斯的核心成員之一，不過是屬於她父親建立的私人企業「翡若捷快遞」（Fragile Express）。在布橋斯擴展業務前，翡若捷快遞獨攬所有運輸物流的生意。可是，公司後來遭分離主義軍事組織「狂人」（Homo Demens）利用來走私軍火，翡若捷還無意中為席格斯將核彈頭運往中結市（Middle Knot City）並導致滅城，致使她的公司聲譽嚴重受損，亦令她自己悔恨一生。後來席格斯甚至還折磨她在時間雨中將核彈搬離南結市（South Knot City），導致她頭部以下的身體（因當時席格斯為她套上自己的頭罩）急速老化，因而與席格斯不共戴天。翡若捷希望山姆能助她一臂之力，阻止席格斯繼續進行更多恐怖活動。 故事的最後她讓席格斯做出選擇，並協助山姆阻止滅絕。其企業也獲得了新美國的承認。                                                 |
| Mama / Målingen 瑪瑪                                               | 瑪格麗特·庫利                       | 坂本真綾   | 本名瑪琳根，為布橋斯的硬體工程師，養育著如遊戲中鬼魅存在般生物「BT」的嬰兒，母女倆以無形的臍帶連接著。在故事開始前就已經死亡，肉體與靈魂由嬰兒聯繫著，後要求山姆切斷其聯繫使得肉體死去，最後靈魂與妹妹勒克妮合而為一。 |
| Lockne 勒克妮                                                      | 瑪格麗特·庫利                       | 坂本真綾   | 布橋斯的核心成員之一，瑪瑪的孿生妹妹。在姐姐瑪瑪死亡後，自己的靈魂與姐姐的靈體合而為一。後期協助山姆阻止滅絕的到來。 |
| Deadman 亡人                                                       | 吉勒摩·戴托羅 傑西·寇提（配音）     | 石住昭彥   | 布橋斯的核心成員之一，負責BB的管理和維護。人造人，由於其他因素，導致身體器官功能異常，由已死之人器官拼湊而成，全身上下約七成是移植的。 此角色由墨西哥籍好萊塢電影導演吉勒摩·戴托羅特別客串演出，提供動態捕捉及部分演技，配音由傑西·寇提擔任。 |
| Heartman 心人                                                      | 尼可拉·溫丁·黑芬 戴倫·雅各（配音）  | 大塚芳忠   | 布橋斯的核心成員之一，身上常駐有AED的男人，每過21分鐘會進入死亡狀態，經過3分鐘後AED啟動便會復活，持續這樣的生死循環生活已超過十年，藉不斷重複的死亡與復活來前往另一個世界探索已死的妻女。起居室有著大量在死亡擱淺發生前的音樂、書籍、影視短片收藏，都是在21分鐘內可以聆聽、閱讀、與鑑賞完畢的作品，藉以打發生死之間的等待時間，自認自己僅肉體留在現實世界，靈魂早已停留在另一個世界。 此角色由丹麥籍電影導演尼可拉·溫丁·黑芬特別客串演出，配音由戴倫·雅各擔任。 |
| Die-Hardman / John Blake McClane 頑人                              | 湯米·厄爾·詹金斯                    | 大塚明夫   | 布橋斯的核心成員之一，本名約翰·布雷克·麥克蘭，布橋斯的領袖。原為克里夫·昂格的部下，後成為布莉姬總統的副手，與前布橋斯送貨員。以臉部曾受傷為理由，總是戴著面具示人。因為克里夫多次對自己有救命之恩，於是暗中協助他帶著山姆逃離，但最終功虧一簣。 故事的最後接任為新美國第二任總統，並向山姆懺悔。 |
| Higgs Monaghan 席格斯·莫納罕                                       | 特羅伊·貝克                         | 三上哲     | 面戴著金色面具的神秘男子，極端組織「狂人」的領袖（傀儡）。擁有召喚及操縱BT的能力。實際上他是「滅絕體」亞美利所操縱的傀儡，其超能力也是亞美利所賦予的，目的在於幫助亞美利執行滅絕計劃，以促使第六次大滅絕的加速到來。 故事最後被山姆打败，最終因失去Dooms能力而無法離開冥灘，生死不明。 |
| Samantha America "Amelie" Strand 亞美利 （莎曼珊·亞美利堅·斯特蘭） | 琳賽·華格納 艾蜜莉·歐布萊恩（配音） | 井上喜久子 | 新美國總統布莉姬之女，山姆的義姊。由於身體還留在「另一邊」，因此外表不會變老；志願是重建新美國；曾帶領精英部隊從東岸出發，橫跨北美洲大陸出發至西岸，進行連接途中城市「開若爾網路」（Chiral Network）的作業，歷時三年抵達位於西岸的緣結市（Edge Knot City），但部隊被「狂人」殲滅，亞美利被挾持成為人質，但並未被限制通訊自由；委託山姆進行重接北美大陸上各城市開若爾網路的任務，並將亞美利救離緣結市重回東岸，使她繼任成為新任總統。 實際上她是布莉姬在20歲時因癌症動手術摘除子宫，造成自己肉體（Ha）與靈魂（Ka）分而為二後的靈體部分，同時也是決定人類物種存亡的「滅絕體」（Extinction Entity）。是分離主義軍事組織「狂人」的幕後黑手和真正的領袖。 角色以演員琳賽·華格納1970年代時期的樣貌建模。 |
| Bridget Strand 布莉姬 （布莉姬·斯特蘭）                            | 琳賽·華格納                         | 井上喜久子 | 新美國第一任總統。原為副總統，在虛爆事件後接任總統職位，也是布橋斯的實質上的領袖。後因為子宮癌病逝。實際是決定人類物種存亡的「滅絕體」（Extinction Entity）在人類世界的肉體部分（Ha），其靈體部分（Ka）就是亞美利。 角色以演員琳賽·華格納現在的樣貌建模並參與配音。至於請到琳賽參與本作演出的原因，則是起自小島秀夫監督本身是她1976～1978年所主演電視影集《無敵女金剛》（The Bionic Woman，台灣曾由中視播映）以來的多年熱情影迷。 |
| Chiral Artist 開若爾艺术家                                         | 摩根・茉爱罗 Mala Morgan            |            | 開若爾艺术家，请求山姆帮助自己能够与男友团聚。 |
| BB-28                                                              | 無                                  | 無         | 遊戲中山姆所配備的BB，個體識別碼為「BB-28」，原為故事序幕中一名遭BT吞噬（並因而造成中央結市發生虛爆）的布橋斯遺體焚化人員伊格·法蘭克（Igor Frank，配音：大衛·佛塞斯（David Forseth））所有。本來應在中央結市虛爆事件後隨布莉姬的遺體一併銷毀，但卻在山姆到達焚化場遭遇BT時，發揮功能救了山姆一命而被留下，從此變成山姆執行送貨任務時不可或缺的搭檔。在故事途中，被山姆取名為「小路」（Lou）。 |

## 世界觀、名詞
Ha與Ka
本作使用了古埃及信仰中的用語，Ha代表肉體，Ka代表靈魂。
冥灘(beach)
生者的世界與死者的世界之間的邊界，表現上為灰白色調的海灘，陸地為靠近生者的世界，海洋為死者的世界，人在瀕死狀態下，靈魂會脫離肉體而會來到此處，此時靈魂會呈現灰白色調，若是徹底死亡，靈魂會走向海中去往死者世界，若是肉體被搶救成功，靈魂會變為彩色並被拉回肉體裡。
每個人的冥灘是不相通的，只有在集體死亡(如虛爆、戰場中死亡)的狀況下，每個人的冥灘才會共有。
部分具有特殊體質者，可以連帶著肉體來到此處。
死亡擱淺現象
發生在本篇前數十年的一種神秘現象，本來人死後靈魂會通過冥灘到達死者世界，然而因為不明原因導致這些靈魂出現在生者世界，有如擱淺一般無法返回死者世界，故名死亡擱淺。
根據心人的研究，死亡擱淺現象曾多次出現在生物大滅絕時期，現在人類正處於第六次大滅絕狀態中。
BT
為「擱淺體」（Beached Things）的簡稱，指擱淺在生者世界的靈魂，外觀上為一團人型黑色煙霧，身上有一條帶子連接生者世界，這些靈魂需要借助特殊工具或是擁有某種特殊體質才能看見。
BT會試圖靠近並吞噬活人，當BT聚集時，會融合成由焦油狀物質構成的奇特大型生物。
虛爆(Voidout)
當BT吞噬活人時，由於BT帶有反物質，則靈魂與肉體結合後BT身上反物質與正常世界的物質相互作用而產生湮滅反應，造成大爆炸，此現象稱之為虛爆(Voidout)。
爆炸後會在地表上產生巨大坑洞，無法通行該處，且會產生更加危險的BT。
布橋嬰(Bridge Baby)
簡稱「BB」， 母親為身處加護病房之植物人，通稱「靜母」（Still Mother），靜母的子宮可以讓BB連接到亡者的世界，而當山姆與BB連接便可感應到另一個世界的BT；承裝BB的圓艙是模擬靜母的子宮環境，需定期透過網路連線至靜母的子宮更新圓艙，以提高模擬靜母子宮的環境數據，藉以降低BB的壓力值；亡人指出BB的存活率並不高，通常使用不到一年即會出現故障，而將BB取出圓艙有70%機率導致嚴重故障。

## 開發
《死亡擱淺》由小岛工作室開發並由索尼互动娱乐以及505 Games發行。這也是小島秀夫離開科樂美後創作的第一款遊戲作品。
遊戲最早於2016年E3电子娱乐展在索尼互动娱乐展前發表會首次以預告片形式揭露，預告影片主角由在《行屍》中飾演戴瑞·迪克森的諾曼·李杜斯擔綱，演出擷取由索尼互動娛樂全球工作室旗下之聖地牙哥工作室提供技術支援。
在2016年12月2日游戏大奖上釋出新的預告片中秀出了邁茲·米克森與吉勒摩·戴托羅的角色。而在之后索尼PSX大会上，游戏确认使用了索尼互动娱乐旗下的荷兰工作室Guerrilla Games为《地平線 黎明時分》开发的新引擎「Decima」
。在该部预告片中，由此前为《潛龍諜影V 幻痛》谱写音乐的瑞典音乐家路德维格·福塞尔（Ludvig Forssell）负责。而另外一版预告中，采用了冰岛乐队Low Roar的歌曲；而在游戏中Low Roar的数首歌曲被收录在其中。游戏音乐原声《死亡搁浅：时间雨》在2019年11月7日由RCA唱片和索尼互动娱乐推出；其中包含了Chvrches、The Neighbourhood、Major Lazer和飛越地平線等乐队演绎的曲目。
在2018年E3电子娱乐展上發布了新的宣傳影片，公開新參演演員蕾雅·瑟杜以及琳賽·華格納。而在同年的東京電玩展，公開部分參演演員以及日文版聲優。
对于本作的开发理念，小島秀夫称：「即使當玩家們獨自在客廳中玩著遊戲的時候，仍然能夠與來自各地的玩家們同樂，但某些玩家依然會感覺自己與社會或是其他社群格格不入。所以，當這類玩家遊玩這款遊戲時，他們會發覺全世界都存在著像他們一樣的人。也能了解到，即使自己是孤獨的，外頭也有人與他們擁有著一樣的感受，這能讓我感到安逸，這就是我希望他們能夠透過這款遊戲獲得的感受。」。
2021年6月11日，在网络节目“夏日游戏节（Summer Game Fest）”上，小岛秀夫宣布将在PlayStation 5平台上发售《死亡搁浅》的导演剪辑版。
本作的导演剪辑版也是首批宣布支持英特尔ARC架构显卡及XeSS超级采样技术的游戏之一。

### 彩蛋
和小島秀夫之前製作的遊戲一樣，《死亡擱淺》也收錄了許多彩蛋。例如開發Decima引擎的Guerrilla Games，玩家可以發現公司創辦人赫曼‧胡斯特（Hermen Hulst）以及旗下遊戲《地平線 黎明時分》的彩蛋。
另外像是日本歌手三浦大知、美國脫口秀主持人康納·歐布萊恩、漫畫家伊藤潤二、Fami通集團代表濱村弘一、TGA主持人傑夫·吉斯利、服裝設計師Errolson Hugh、日本小説家萬城目學、遊戲編劇山姆·莱克、導演埃德加·赖特、喬丹·沃格特-羅伯茲與湯米·維爾柯拉等人亦客串參與了遊戲演出。

## 發行
《死亡擱淺》最初宣布遊戲將於2019年11月8日在PlayStation 4平台上發售，並收錄簡體和正體中文。10月28日，小岛工作室宣布游戏的PC版將在2020年夏天登陆發售，由505 Games负责发行。
運行於PS4平台的實體版於8月12日開放預購。遊戲共有三種版本，分別為「普通版」「特別版」及「珍藏版」。特別版和珍藏版擁有造型鐵盒、遊戲道具、幕後影片以及音樂專輯的下載序號，珍藏版附贈了「布橋斯」貨箱，裡面擁有BB模型和小島製作吉祥物Ludens黏土人一隻。同時索尼互动娱乐推出了與遊戲同捆的限量PlayStation 4 Pro特殊造型遊戲機，該組合包除了擁有造型主機手把、遊戲光碟、PS動態主題及特典序號。先行預購的玩家還能夠獲得《死亡擱淺》的造型證件套。
遊戲的小說版本於2020年2月28日發售，由野島一人撰寫，分為上、下兩集。简体中文版由新星出版社预定于2022年出版。
2021年7月9日，在索尼互動娛樂上午播出的「State of Play」直播節目中宣布將於同年9月24日預定推出，配合PlayStation 5主機製作、強化影音效果與追加新內容的強化版。將提升影音表現、與大幅縮短讀取時間，以及追加豐富新要素的《死亡擱淺 導演版》。2022年1月27日，505 Games宣布将在3月30日发售Windows版本的导演剪辑版。已购入原版游戏的Windows平台玩家可以通过购买升级程序获得导演剪辑版的游戏内容。
2022年8月19日，微软宣布与505 Games达成协议，原版《死亡搁浅》的Windows版本将在8月23日加入PC端的Xbox Game Pass游戏订阅服务。
2023年6月5日，小岛秀夫在苹果WWDC发布会上宣布《死亡搁浅 导演版》将以原生运行的形式登陆苹果芯片的MacOS设备。同年9月，苹果在iPhone 15发布会上宣布《死亡搁浅 导剪版》将在2023年内登陆iPhone 15 Pro/Pro MAX机型。稍后小岛工作室也确认配备M系列苹果芯片的iPad平板电脑也将支持游戏的运行。
2024年11月7日，小岛工作室与505 Games宣布《死亡搁浅 导演版》登陆Xbox Series X/S、Windows（微软商店）及Amazon Luna平台 。

## 評價
| 汇总媒体   | 得分                                      |
| ---------- | ----------------------------------------- |
| Metacritic | 82/100（PS4） 85/100（PS5） 86/100（Win） |

| 媒体            | 得分   |
| --------------- | ------ |
| Destructoid     | 8/10   |
| Easy Allies     | 8.0/10 |
| 电子游戏月刊    | [ 49 ] |
| Game Informer   | 7/10   |
| Game Revolution | 5/5    |
| GamesRadar+     | 3.5/5  |
| GameSpot        | 9/10   |
| IGN             | 6.8/10 |
| USGamer         | 3.5/5  |
| VideoGamer.com  | 8/10   |
| Fami通          | 40/40  |

根據Metacritic的匯整得分，PS4版本的《死亡擱淺》基於100份評論獲得了82/100分。在媒體評價方面，評論皆讚揚遊戲在設定及劇情方面的表現，但都不滿意《死亡擱淺》的遊戲性。《電子遊戲月刊》的莫利·L·派特森（Molie L. Patterson）給予遊戲最有趣也是最乏味的評價。
劇情方面，Easy Allies的班·摩爾（Ben Moore）認為動態捕捉與知名演員帶來優秀演出與良好的背景音樂彼此互相烘托，顯得相得益彰。《Game Informer》的Matthew Kato讚嘆小島的個人風格。《瘋狂麥斯：憤怒道》的導演喬治·米勒讚揚小島打破傳統的勇氣，並提到遊戲的視覺表現讓人震驚。
遊戲方面，USGamer的總編輯凱特·貝利（Kat Bailey）評論《死亡擱淺》是小島秀夫目前為止做過最大膽也可能是最冗長的遊戲，但遊戲的獨特性只能勉強掩飾糟糕的遊戲節奏。《Game Informer》的Kato也提到遊戲沒能帶給玩家足夠的娛樂體驗。

### 銷售
遊戲發售首周在日本、台灣、韓國、義大利等地獲得週銷量冠軍，根據《Fami通》的報導，日本版遊戲首周售出18萬5909份，除了是當週的冠軍更是在日本的第八世代遊戲機平台上首週賣得最好的新創IP作品。

### 奖项
| 年份 | 獎項     | 提名項                                          | 結果 |
| ---- | -------- | ----------------------------------------------- | ---- |
| 2019 | 游戏大奖 | 年度游戏                                        | 提名 |
| 2019 | 游戏大奖 | 最佳游戏指导                                    | 獲獎 |
| 2019 | 游戏大奖 | 最佳游戏叙事                                    | 提名 |
| 2019 | 游戏大奖 | 最佳美术指导                                    | 提名 |
| 2019 | 游戏大奖 | 最佳原声/音乐                                   | 獲獎 |
| 2019 | 游戏大奖 | 最佳声效设计                                    | 提名 |
| 2019 | 游戏大奖 | 最佳动作冒险游戏                                | 提名 |
| 2019 | 游戏大奖 | 最佳演出 諾曼·李杜斯（饰演 山姆·波特·布里吉斯） | 提名 |
| 2019 | 游戏大奖 | 最佳演出 邁茲·米克森（饰演 克里夫）             | 獲獎 |

## 其他
2020年隨著2019冠状病毒疫情在美国出現，3月13日美國進入緊急狀態以應對疫情，政府建議減少人群聚集，人與人的交流接觸減少，與之興起的是外送生活物資的需求大幅增長，引起美國玩家再度討論起《死亡擱淺》，認爲其中的某些描述十分寫實。

## 后续
2022年12月9日举行的《游戏大奖2022》上，小岛秀夫首次公开了续作《死亡搁浅2(名稱暫定)》的预告。续作确认了芙拉吉尔和山姆的回归。游戏将继续采用Decima引擎开发，率先登陆PlayStation 5平台，由索尼互动娱乐发行。
2022年12月15日，制片公司锤石工作室（Hammer Studio）宣布将与小岛工作室共同开发基于《死亡搁浅》改编的电影，此外并无透露更多细节。
2023年12月14日，小島秀夫宣布將與獨立製片公司A24共同製作《死亡搁浅》真人電影。
2024年2月1日，於Playstation的State of Play正式公布續作名稱為《死亡擱淺2：冥灘之上》，並放出一段將近10分鐘的劇情和實機遊玩預告。
2024年11月7日，伴随《死亡搁浅 导演剪辑版》在Xbox Series X/S上发售，小岛制作确认本作的IP版权由索尼互动娱乐转至小岛制作。
2025年3月31日，小島工作室在X上宣佈死亡擱淺全球玩家數已達2000萬。

## 外部連結
- 《死亡擱淺》 （页面存档备份，存于）在小岛制作的页面
- 《死亡擱淺》在PlayStation的英文 （页面存档备份，存于）、日文 （页面存档备份，存于）、繁体中文 （页面存档备份，存于）、简体中文 （页面存档备份，存于）页面